# قنسطنطين الثاني
قنسطنطين الثاني ملك اسكتلندا حكم(900-943م)هو ابن إد. أرسى دعائم تأسيس مملكة اسكتلندا وكان نصره على الدانمركيين في استراثرن عام 904 نقطة تحول في تاريخ كفاح ونضال اسكتلندا ضد العدوان الإسكندنافي.
وبعد نصر آخر في كوربريدج (جنوب نيوكاسل) عام918م بدء سياسة من التقارب مع الدانمركيين قوى بنيانها بزواج ابنته من ملك الدانمركيين جوثفريث. وكان الغرض من هذا الزواج دعم يورك الدانمركية في كفاحها من أجل البقاء ضد ملوك وسكس. ولكن ملوك وسكس بدؤا في تهديد اسكتلندا نفسها عندما غزا أثيلستان البلاد حتى دونوتار في 934م.
وفي 937م اشترك قنسطنطين في حملة لغزو إنجلترا بجانب الدانمركيين من دبلن بقيادة أولاف بن جوثفريث تلك الحملة التي انتهت نهاية كارثية في معركة برونانبره التي فقد فيها قنسطنطين أحد أبنائه.وبعدها بست سنوات تنازل قنسطنطين عن العرش.